# Seligeria carniolica
Seligeria carniolica ist eine Moosart der Ordnung Grimmiales.

## Merkmale
Die Pflänzchen sind nur wenige Millimeter hoch und bräunlich. Die unteren Blätter sind klein und lanzettlich, die oberen sind in eine lange Pfrieme ausgezogen.
Die Seta ist dick und rötlich, die Kapsel ist halbkugelig. Ihr Deckel wird durch die Columella hochgehoben.

## Verbreitung
Die Art kommt in den Alpen und auf Gotland vor. In Deutschland wurde sie nur einmal im Allgäu nachgewiesen. Sie wächst auf feuchten Kalkfelsen.

## Belege
- Jan-Peter Frahm, Wolfgang Frey: Moosflora (= UTB. 1250). 4., neubearbeitete und erweiterte Auflage. Ulmer, Stuttgart 2004, ISBN 3-8252-1250-5.